# Lewis et Harris
 (juin 2019).
Si vous disposez d'ouvrages ou d'articles de référence ou si vous connaissez des sites web de qualité traitant du thème abordé ici, merci de compléter l'article en donnant les références utiles à sa vérifiabilité et en les liant à la section « Notes et références ».
Pour les articles homonymes, voir Lewis et Harris.
Lewis et Harris (en anglais : Lewis and Harris, en gaélique écossais : Leòdhas agus na Hearadh) est le nom généralement employé pour désigner l'île écossaise partagée entre les régions de Lewis et Harris. Elle fait partie de l'archipel des Hébrides extérieures, sous-ensemble des Hébrides, le tout appartenant aux îles Britanniques. 

## Géographie
Lewis et Harris fait partie de l'archipel des Hébrides extérieures. Ces deux toponymes ne désignent pas deux îles distinctes mais deux parties de la même terre. La ligne de partage entre Lewis et Harris ne divise pas l'île au niveau de l'isthme de Tarbert, là où sa largeur n'est plus que de quelques centaines de mètres, mais selon un tracé apparemment arbitraire, sans lien avec la géologie. 
Large de 37 km, le détroit de The Minch sépare Lewis et Harris de la côte occidentale de l'Écosse. L'île a deux visages : landes et tourbières au nord (Lewis), escarpé au sud (Harris). Lewis et Harris connaît un climat froid et humide.
Stornoway, la capitale et plus grande ville de l'île de Lewis, est reliée à l'Écosse, en saison, par plusieurs vols quotidiens, et par deux ou trois rotations, selon les jours, du ferry à destination ou en provenance d'Ullapool. Stornoway abrite d'autre part le siège du Conseil des îles de l'Ouest, une sorte de gouvernement régional.
La Royal Society for the Protection of Birds, dans une demande au gouvernement écossais, s'est alarmée du « déclin dramatique » des populations d'oiseaux nicheurs, et plus particulièrement de macareux. L'île accueille 45 % des oiseaux de mer se reproduisant habituellement sur le territoire de l'Union européenne.

## Histoire
Lewis et Harris fut norvégienne jusqu'en 1266.

## Population
Lewis et Harris est la plus peuplée des îles écossaises avec un peu plus de 20 500 habitants en 2011, en hausse de 5,6 % par rapport à 2001. La ville de Stornoway est le centre administratif de l'île.

## Culture
Pour les habitants, le gaélique est, au même titre que l'anglais, langue officielle, lointain héritage du monde celte mais aussi viking.
Les échecs de Lewis sont une célèbre collection de pièces d'échecs du XIIe siècle, taillées dans l'ivoire de morse et sous la forme de figures humaines découvertes à Uig en 1831.

## Économie
Sur l'île, quelques milliers de fermiers cultivent l'orge et la pomme de terre sur des parcelles de taille modeste (moins de trois hectares pour la majorité). Les truites dans les rivières, un peu de pêche dans l'océan Atlantique et le tourisme assurent les fins de mois des insulaires. Une industrie traditionnelle sur l'île est la production manuelle d'un tissu de tweed, appelé tweed de Harris qui bénéficie d'une appellation d'origine contrôlée. 
Pour développer (et garder) des emplois sur l'île, une distillerie coopérative a été construite à côté du port de Tarbert, d'où part le ferry pour l'île de Skye. Pour rentabiliser les investissements (la production de whisky ne sera commercialisée qu'en 2020, après les 12 ans de vieillissement nécessaire à la fabrication d'un single malt de qualité), la distillerie produit actuellement du gin haut de gamme. Les visites et la boutique sont déjà opérationnelles. 
Comme tout l'archipel des Hébrides, l'île s'est spécialisée dans l'accueil d'un tourisme haut de gamme, tel que le pratiquent les amateurs de golf, de pêche au saumon ou de « birdwatching » (observation des oiseaux).

### Webographie
- Ressource relative à la géographie :   - Digital Atlas of the Roman Empire
- Notices dans des dictionnaires ou encyclopédies généralistes :   - Britannica
  - Store norske leksikon
- Notices d'autorité :   - VIAF
  - BnF (données)
  - LCCN
  - GND
  - Israël